# Braća Miladinov
Braća Miladinov, Dimitar (Struga, 1810. – Carigrad,  23. siječnja 1862.) i Konstantin Miladinov (Struga, 1830. – Carigrad, 18. siječnja 1862.), bili su makedonsko-bugarski pjesnici i folkoristi, osnivači su nacionalnog preporoda u Sjevernoj Makedoniji i Bugarskoj sredinom devetnaestog stoljeća.

## Obitelj Miladinov
Dimitar i Konstantin Miladinov rođeni su u obitelji grnčara Riste Miladinova i njegove supruge Sultane. To je bila brojna obitelj s osmero djece, od toga šest sinova: Dimitrij, Tane, Naum, Mate, Apostol i Konstantin i dvije kćeri: Ana i Krsta.

## Životopis

#### Školovanje
Dimitar je od 1829. školovan u Janjini i samostanu Sv. Nauma u Ohridu, tako da je 1830. postao učitelj u Ohridu. Ostala braća su osnovno školovanje završila u Strugi, a gimnaziju u Janjini (Grčka). Srednji brat Naum Miladinov je završio Duhovnu akademiju  na patrijaršijskom univerzitetu Halki u Carigradu, gdje je diplomirao na odsjeku za glazbu i gramatiku. Naum je 1843. napisao glazbeni udžbenik, prvi takve vrste u Makedoniji. Puno je pomogao braći u skupljanju građe za Zbornika jer je zapisivao i note.
Najmlađi brat Kostantin diplomirao je 1852. godine na Filozofskom fakultetu u Ateni, na odsjeku za grčku filologiju.

#### Pedagoški rad
S diplomama školovanih učitelja, braća su se vratila u svoj rodni kraj i otpočela pedagošku karijeru. Radeći u školi u Ohridu Dimitar se susreo s poznatim ruskim slavistom Viktorom Grigorovičem. Taj susret bio je presudan za otkrivanje
ljubavi za skupljanje narodne građe bugarskog naroda u Makedoniji. Nedugo zatim Dimitar je uz pomoć braće počeo prikupljati građu za Zbornik.
U tom vremenu Makedonija je pod vlašću Otomanskog carstva i ne samo što njezin narod trpi sluganski položaj u odnosu na vladajuće islamsko stanovništvo, već je u duhovnom pogledu podvrgnut helenizaciji preko crkvenih vlasti koje su bile podčinjene carigradskom patrijarhu, a on je bio Grk.
Dimitar Miladinov je bio panslavistički orijentiran i ubrzo je došao u sukob s grkofilima u Bitoli, osobito s mitropolitom Venediktom. Zbog toga je napustio Bitolu i otišao raditi u obližnje selo Trnovo među Vlahe. Putovao je po Austro-Ugarskoj (Vojvodina) i upoznao se s idejama ilirizma, za koje se odmah vatreno zagrijao i prihvatio ih kao svoje. U drugom dijelu 50-ih Dimitar Miladinov započeo svoju aktivnu borbu protiv grčkog svećenstva i za uspostavu moderne bugarske obrazovanja i crkve.
Po povratku u rodnu Strugu 1856., Dimitar odlučuje poslati mlađeg brata Konstantina na studij slavenske filologije u Moskvu, na tamošnje Carsko sveučilište. Ponijevši skupljeni materijal za budući Zbornik, Konstantin radi uz studij i na realizaciji Zbornika, priprema materijal za tisak. Usput i sam počinje pisati poeziju. I pored toga što nije napisao puno (svega 15 pjesama), njegova poezija zauzima grandiozno mjesto u makedonskoj lirici, već zbog jednog naslova - T'ga za jug. Pjesma je prvi puta objavljena u bugarskom listu Dunavskom lebedu, koji je izdavao istaknuti bugarski revolucionar Georgi Rakovski. Ta pjesma je prevedena na 42 jezika u sedamdesetak prepjeva. Teška ruska zima i slabo materijalno stanje Konstantina dovode do opake bolesti - tuberkuloze 1859. Nije uspio ni u nakani da u Moskvi objavi Zbornik narodnih umotvorina, ponajviše zbog velikog otpora pravoslavnih crkvenih krugova, koji su slušali Carigradsku patrijaršiju.
U lipnju 1860. napušta Moskvu ne završivši studij i vraća se kući preko Beča. Tu se sreće s biskupom Strossmayerom, s kojim je imao kontakte još u Moskvi jer ga je informirao o svojim nastojanjima da tiska Zbornik. Josip Juraj Strossmayer prihvaća ideju da on financira izdavanje zbornika i šalje
Konstantina u Zagreb, gdje se Zbornik ima tiskati.

#### Bugarske narodne pjesme
Dana 24. lipnja 1861. iz tiskare Ante Jakića iz Zagreba izašao je iz tiska Zbornik narodnih umotvorina braće Miladinov - Bugarske narodne pjesme, sakupljene od braće Miladinov, djelo od 584 narodnih pjesama iz Makedonije i 76 iz Bugarske (koje je ustupio bugarski folklorist Vasilije Čolakov). Problematiziranje, pa čak i brisanje riječi "Bugarske" je tipično za jugoslavenske i post-jugoslavenskih povjesničara iz suvremene Sjeverne Makedonije. Unatoč toj teoriji Dimitar Miladinov je pisao o "bugarskih pjesama" već u 1846. u svojoj korespondenciji s ruskim prof. Grigorovič. Također Konstantin Miladinov definira folklorne materijale kao "Bugarski" u svojoj predanosti biskupa Strossmayera u početnih dijelova zbirke.
U rječničkom dodatku nalazio se i prvi dio makedonsko-hrvatskog rječnika što ga je Miladinov bio spreman objaviti u cijelosti (2000 riječi), ali je odustao zbog veličine Zbornika.
Zbornik je izazvao velik odjek u slavističkim krugovima, kao i u europskoj kulturnoj javnosti.
Konstantin je, sretan zbog ispunjenja životnog sna, sredinom srpnja 1861. napustio Zagreb i krenuo za rodnu Strugu. Usput se zadržao u Beogradu, gdje je saznao da mu brat Dimitar leži već preko pola godine utamničen u turskom zatvoru. I tako je umjesto za Strugu krenuo put Carigrada, gdje je i on utamničen pod optužbom da je špijun. Pod nikad razjašnjenim okolnostima braća Miladinov su umrla u Carigradskom zatvoru 1862. godine.

## Vanjske poveznice
- "Bugarske narodne pjesme", Zagreb, 1861. godina, fototipija